# Pyramica hensekta
Pyramica hensekta är en myrart som först beskrevs av Bolton 1983.  Pyramica hensekta ingår i släktet Pyramica och familjen myror. Inga underarter finns listade i Catalogue of Life.

## Bildgalleri